# Líbano en los Juegos Olímpicos de la Juventud 2018
Líbano participó en los Juegos Olímpicos de la Juventud en Buenos Aires, Argentina realizados desde el 6 al 18 de octubre de 2018.

## Esgrima
Líbano recibió una plaza para competir  otorgada por el comité tripartito.
- Espada femenino - 1 plaza

## Remo
Líbano recibió una invitación para competir otorgada por el comité tripartito.
- Single scull femenino - 1 atleta